# Fujita Ryūji

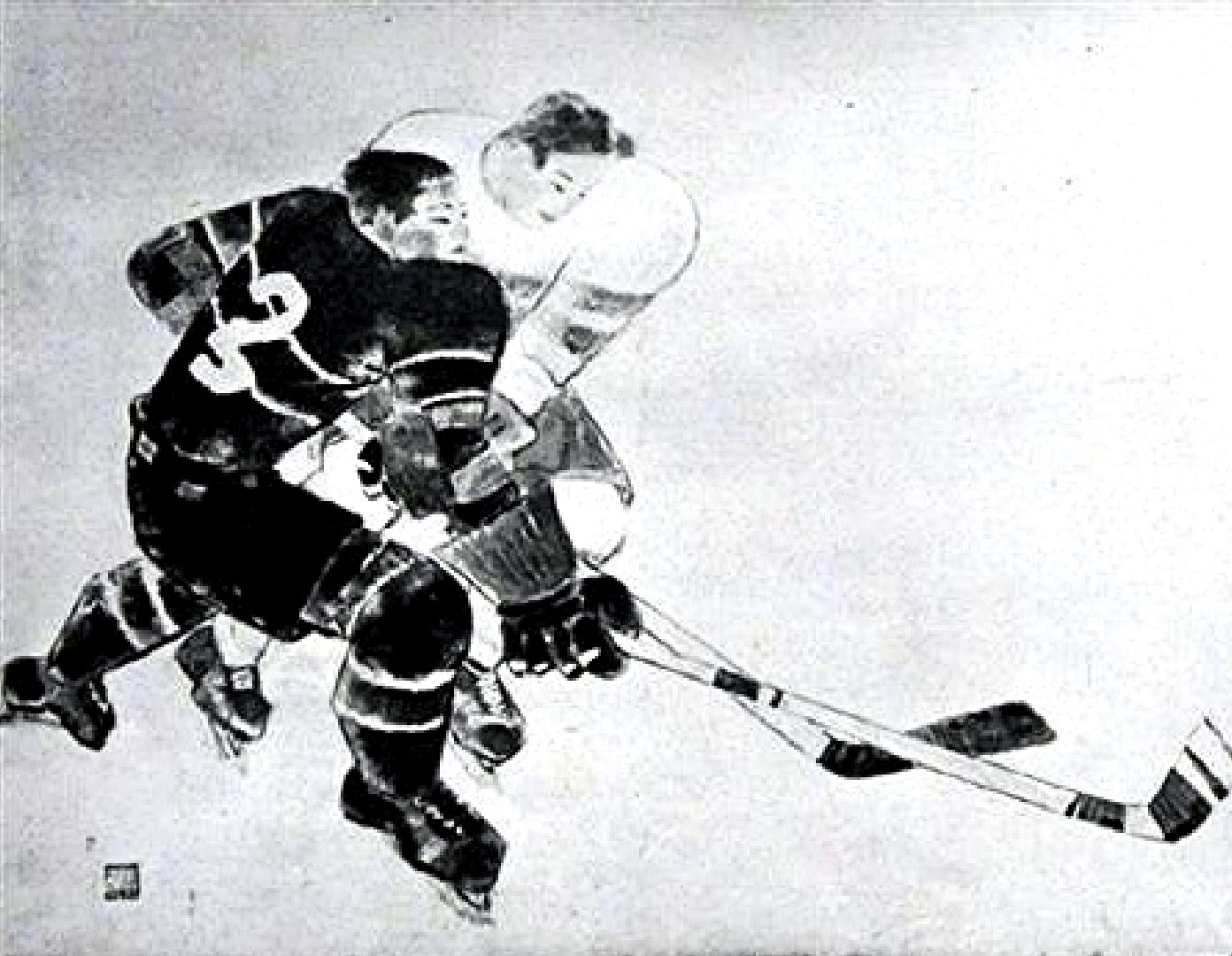
„Eishockey“, 1936

Fujita Ryūji (japanisch 藤田 隆治; geb. 13. April 1907 in Hōhoku, Landkreis Toyoura (Präfektur Yamaguchi); gest. 28. Januar 1965) war ein japanischer Maler der Nihonga-Richtung während der Shōwa-Zeit.

## Leben und Werk
Mit Yoshioka Kenji und anderen gründete er 1934 die Künstlergemeinschaft „Shin-Nihonga Kenkyūkai“ (新日本画研究会) und 1938 die „Shin-Bijutsujin Kyōkai“ (新美術人協会).
Fujita Ryūji war in Japan ziemlich unbekannt, bis er 1936 im Kunstwettbewerb anlässlich der Olympischen Spiele in Berlin für sein Gemälde „Eishockey“ mit der Bronzemedaille ausgezeichnet wurde. Als nach dem Pazifikkrieg sein jüngerer Bruder starb, zog er in die Stadt Kitakyūshū und war dort tätig. Er heiratete im Alter von 52 Jahren, starb aber schon sechs Jahre später.
Sein Schüler Ryū Seihō (笠 青峰; * 1937) stellte das Gemälde „Eishockey“ wieder her und stiftete es zum 100-jährigen Jubiläum der Olympischen Spiele dem Museum in Atlanta.